# 16/12 (телеканал)
Телеканал 16/12 — єдиний у Казахстані незалежний телевізійний канал. В результаті встановленої у країні тотальної цензури[джерело?] у сфері телерадіомовлення, в Казахстані немає національних ефірних, супутникових або кабельних каналів, які не належать державі або людям з найближчого оточення колишнього президента Казахстану, Нурсултана Назарбаєва. Незалежним ЗМІ закритий доступ в ефір і кабельні мережі. З цієї причини, Телеканал 16/12 веде мовлення винятково у Інтернеті. Але через те, що всі спроби створити в Казахстані незалежні від влади новинні сайти національного масштабу, закінчувалися блокуванням доступу до них казахстанськими інтернет-провайдерами, які за рішенням суду, на даному етапі, вирішили відмовитися від створення окремого сайту і зосередитися на роботі в YouTube. Влада Казахстану заблокувала доступ до стартової сторінки каналу по протоколу HTTP, але є можливість зайти на неї  по протоколу HTTPS, доступ безпосередньо до відео не обмежується.

## Назва
Назва каналу вказує на переломну дату в історії сучасного Казахстану. Саме 16 грудня 1991 була проголошена незалежність Казахстану, а 16 грудня 2011 року в місті Жанаозені поліцейські розстріляли страйкуючих нафтовиків, що стало початком нового етапу політичних репресій в Казахстані.

## Новини
Канал висвітлює події в Казахстані, Центральної Азії, Росії та Україні. Головними темами є суспільно-політичні події і соціальні проблеми в цих країнах.

## Документальні фільми
Першим великим проектом каналу, став фільм «Жанаозенский дневник». Він розповідає про розстріл нафтовиків 16 грудня 2011. Також створена серія фільмів з новітньої історії Казахстану, зокрема про те, як Нурсултан Назарбаєв узурпував владу в Казахстані — «Лже-Назарбаев. Конституционный переворот»

## Переслідування каналу
Влада Казахстану неодноразово намагалася припинити мовлення Телеканалу 16/12. Співробітників каналу залякували, арештовували, а в офісах проводили обшуки з виїмкою необхідного для роботи обладнання. Так, в 2014 році співробітники Комітету національної безпеки Казахстану разом зі співробітниками правоохоронних органів Росії, увірвалися в офіс продакшен-компанії, яка робила сюжети для Телеканалу 16/12. Вони зробили обшук, вирвали з робочих комп'ютерів жорсткі диски і забрали з собою. Трохи пізніше такий же обшук був проведений в астанинському офісі компанії, яка теж займалася виробництвом сюжетів для опозиційного каналу. Перед цим астанинського журналіста Телеканалу 16/12, Саната Урналієва, піддали адміністративному арешту за сфабрикованим звинуваченням разом з кореспондентом Радіо Азаттик — казахської служби Радіо Свобода. На даний момент Телеканал 16/12 — це об'єднання вільних ідейних фрілансерів. Люди, що роблять сюжети для каналу, небайдужі громадяни Казахстану, які незгодні з диктаторським режимом Назарбаєва.

## Виноски
1. ↑  Как обойти блокировку Казахтелекома. Телеканал 1612. 06.08.2014.
2. ↑  Работа ЕЭС началась с репрессий. Телеканал 1612. 30.05.2014.
3. ↑  Оркен ЖОЯМЕРГЕН (09.06.2014). В редакции интернет-канала «1612» проводят обыск. Радио Азаттык.
4. ↑  Санат Урналиев (09.06.2014). Обыск в астанинском офисе 1612. Телеканал 1612.
5. ↑  Санат Урналиев (02.06.2014). Полицейская провокация против Антиевразийского штаба. Телеканал 1612.
6. ↑  Светлана ГЛУШКОВА (28.05.2014). Репортер Азаттыка в Астане посажен под арест. Радио Азаттык.